# Latin zene

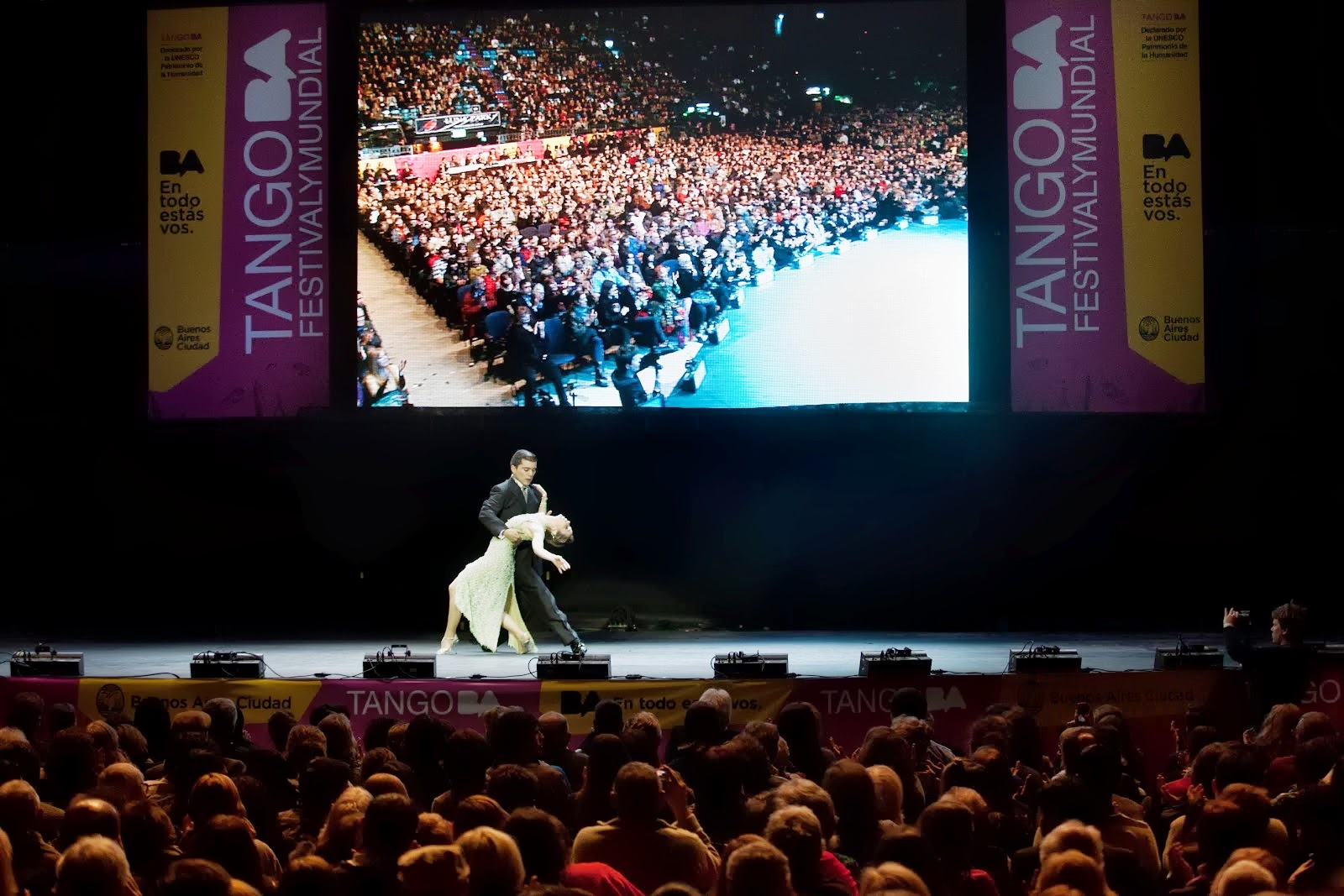
Tangó

A latin zene (spanyolul música latina) a legkülönfélébb – többnyire spanyol, illetve portugál nyelven előadott –, gyakran folklorikus elemekkel kevert, főleg Latin-Amerikából, illetőleg Spanyolországból, ritkábban Portugáliából származó könnyűzenei műfajok  köznyelvi gyűjtőneve.

## Értelmezései
A latin zene fogalmának sokféle értelmezése létezhet. Szűkebb értelemben kizárólag az afrikai népzenei elemekkel kevert latin-amerikai – főként kubai vagy karibi – zenét értik alatta, mint például a mambó, rumba, salsa stb., amelyek jellegzetes – általában bonyolult – ritmusképletű, gyors, dallamos, vidám zenei stílusok. A kifejezés szintén vonatkozhat e stílusjegyekkel ötvözött modern popzenére vagy elektronikus zenére is. Nagyon sokan a latin zene fogalmába zenei stílustól teljesen függetlenül beleértenek bármilyen spanyol nyelvű zenét.

## Műfajai
- „klasszikus” latin tánczene (más néven: tropical)
  - latin bolero,[1]
  - csacsacsa,
  - cumbia,
  - merengue,
  - mambó,
  - rumba,[2]
  - salsa,
  - szamba,
  - tangó
  - vallenato stb.
- latin-amerikai népzene
  - mexikói zene (banda, grupera, norteña, ranchera stb.),
  - andoki indián népzene (Bolívia, Ecuador, Peru) stb.
- spanyol tánczene és etnozene
  - spanyol bolero,
  - copla,
  - fandango,
  - flamenco,
  - flamenco-rumba,
  - pasodoble stb.
- modern latin zene
  - latin dance,
  - latin pop,
  - latin jazz,
  - latin rap,
  - latin rock,
  - latin techno,
  - reggaetón stb.

## Külső hivatkozások
- latinzene.lapozz.hu